# جيف جونز (لاعب كريكت)
جيف جونز (10 ديسمبر 1941 في المملكة المتحدة - ) (بالإنجليزية: Jeff Jones)‏ هو لاعب كريكت بريطاني. شارك مع منتخب إنجلترا للكريكت.

## وصلات خارجية
- جيف جونز على موقع إي آس بي آن كريك إنفو (الإنجليزية)